# Царицыно (Казань)
Царицыно (тат. Царицыно, Саритсын, МФА: [sɑritsən]) — бывшее село, в настоящее время — посёлок (жилой массив) с малоэтажной застройкой в составе Казани.

## Территориальное расположение, границы

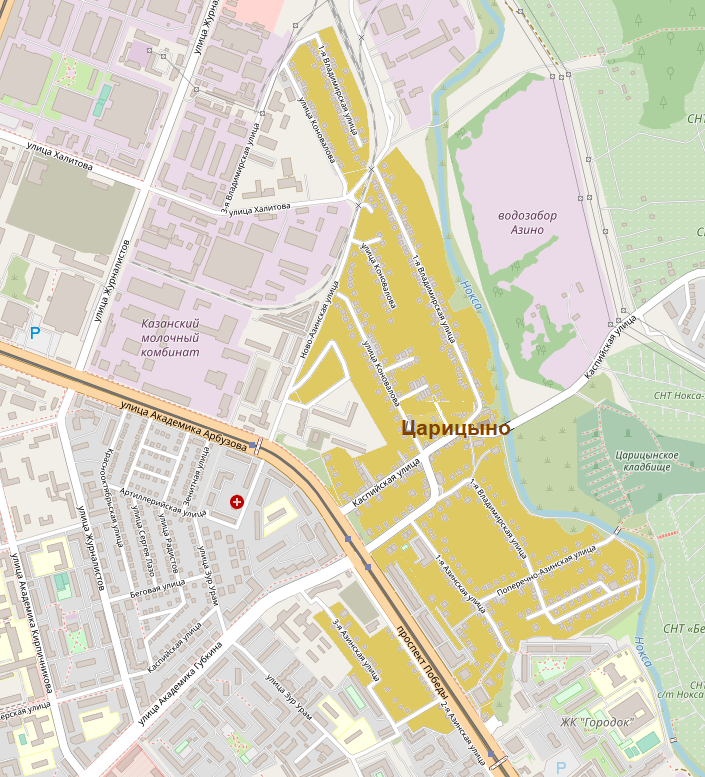
Карта посёлка Царицыно

Посёлок Царицыно находится в восточной части Казани, на территории Советского района, на левом берегу реки Нокса. До 1980-х годов посёлок, в те годы называвшийся Азино, имел бо́льшую территорию. Позже она была разорвана на две неравные части новой городской магистралью — улицей Академика Арбузова, переходящей в проспект Победы. Также местами часть поселковой территории попала под застройку многоэтажными домами.
В настоящее время территория посёлка Царицыно состоит из двух частей. Бо́льшая его часть расположена с чётной стороны улицы Академика Арбузова и проспекта Победы. Вдоль этой магистрали и прилегающей к ней многоэтажной застройки проходит юго-западная и южная граница этой части посёлка. Восточной его границей служит русло реки Нокса, с противоположной стороны от которой расположены водозабор «Азино», Царицынское кладбище, садоводческие товарищества и посёлок (жилой массив) Царицынский бугор. Северная часть Царицыно представляет собой вытянувшийся аппендикс, окружённый с трёх сторон в основном объектами производственного назначения. Северо-западная граница посёлка проходит вдоль улицы Ново-Азинской. 
Что касается меньшей части посёлка Царицыно, то она расположена на противоположной (нечётной) стороне проспекта Победы, вытянувшись вдоль улиц 2-я Азинская и 3-я Азинская. С трёх сторон эту территорию окружает многоэтажная застройка.

## Название
Валерий Сорокин, автор книги по истории села Царицыно, упоминает несколько версий о происхождении его названия, в том числе предлагая свою версию. 

Учебник Н. А. Спасского «Очерки по родиноведению. Казанская губерния» 1912 года приводит, очевидно бытовавшие в народе толки о причинах наименования села: «Будто бы на месте убиения русскими казанской царицы, бежавшей в 1552 году из города со своим ногайским отрядом, который был настигнут здесь и перебит русским войском». Ключевые слова в этом утверждении, на наш взгляд, — «будто бы», скорее всего это предание сродни «пугачёвским ямам» в окрестностях села или «пугачёвскому венчанию» в царицынской церкви… При рассуждении о названии села есть соблазн провести аналогию с Волгоградом, ранее именовавшимся Царицын. Считается, что это название восходит к тюркским топонимам Сары-су (жёлтая, или красивая, вода, река, появившаяся позже на русских картах под именем Царица) и Сары-чин (жёлтый, или красивый, остров), но вряд ли Нокса рядом с Казанкой и Волгой претендовала на роль красивой реки, не говоря уже о её островах, которые вряд ли могли быть столь существенны, чтобы заслужить собственное наименование. Отметим, что большую часть своей истории село Царицыно, хотя и давалось на первых порах государевым служивым людям или церкви, находилось в собственности царской фамилии. В связи с этим выскажем предположение, что его название указывает на принадлежность села и отвечает на вопрос „ Чьё?“ — может быть оно было подарком царя своей супруге?— Сорокин В. Ю.
Также до начала XX века, наряду с названием Царицыно использовалось второе наименование села — Богородское. По мнению В. Ю. Сорокина, оно появилось уже после того, как местная церковь была освящена в честь Казанской иконы Божией Матери. Точная дата этого события неизвестна, но в любом случае это произошло не ранее 1579 года, когда эта икона была обретена.   
В 1930-е годы село Царицыно (Богородское) было лишено своих исторических названий, имевших монархический и религиозный смысловые оттенки. Его переименовали в Азино — в честь героя Гражданской войны В. М. Азина (1895—1920), участвовавшего в сентябре 1918 года в освобождении Казани от чехословацких легионеров и Народной армии Комуча.
В 1980-е годы по названию теперь уже казанского посёлка Азино получил наименование крупный жилой район, строительство которого началось в те годы вдоль проспекта Победы, но значительно южнее самого посёлка. 
В 1990-е — начале 2000-х годов посёлок Азино фактически вернул себе историческое название Царицыно. Однако официальный документ, на основании которого состоялось это переименование, не установлен. Можно предположить, что это произошло естественным путём в процессе постепенного замещения советского названия Азино историческим Царицыно. По крайней мере, на многих картах Казани 1990-х — начала 2000-х годов посёлок фигурирует под двойным названием — Азино (Царицыно). Но позже название Царицыно окончательно утверждается, в том числе в официальной документации.

## Население
| Год  | Общая численность | Численность мужчин | Численность женщин |
| ---- | ----------------- | ------------------ | ------------------ |
| 1781 | —                 | 230                | —                  |
| 1859 | 760               | 340                | 420                |
| 1885 | 749               | 376                | 373                |
| 1897 | 947               | —                  | —                  |
| 1904 | 1261              | 592                | 669                |
| 1907 | 968               | —                  | —                  |
| 1909 | 1342              | 626                | 716                |
| 1927 | 1206              | —                  | —                  |

Исторически Царицыно являлись русским селом, но в советский период здесь также обосновались татары. 

## Административно-территориальная принадлежность

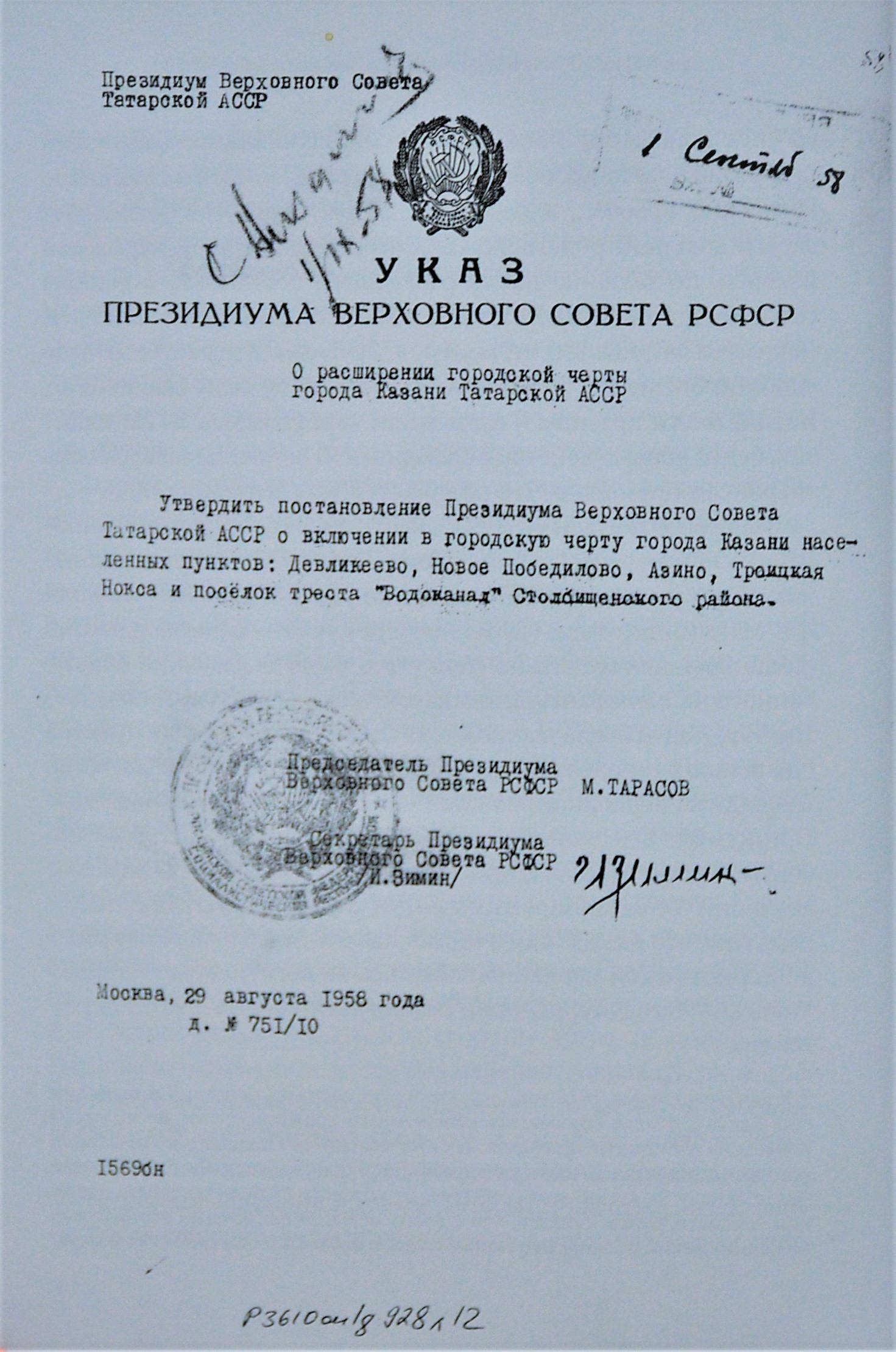
Указ Президиума Верховного Совета РСФСР от 29 августа 1958 года № 751/10, на основании которого село Азино (Царицыно) включено в городскую черту Казани.

До 1920 года село Царицыно входило в состав Воскресенской волости Казанского уезда Казанской губернии, в 1920—1927 годах — в состав Воскресенской волости Арского кантона Татарской АССР.
В 1927—1938 годах Царицыно (с 1930-х годов — село Азино) находилось в составе Казанского района, в 1938—1958 годах — в составе Столбищенского района. 
Указом Президиума Верховного Совета РСФСР от 29 августа 1958 года № 751/10 село Азино (бывшее Царицыно) вместе с некоторыми другими населёнными пунктами Столбищенского района было включено в городскую черту Казани, став городским посёлком в составе Советского района. 
- В справочнике Института татарской энциклопедии и регионоведения АН РТ «Исчезнувшие населённые пункты Республики Татарстан» содержится ошибочная информация о Царицыно — якобы это село находилось «с 1930 в составе Царицынского сельсовета Казанского района, с 1940 — Советского района г. Казани», что не соответствует действительности (как сказано выше, в составе Казанского района оно было с 1927 года (до 1938), в составе Казани — с 1958 года; к тому же в 1940 году в Казани не было Советского района). Также в этом издании указаны неверные расстояния от села до железнодорожной станции Казань и до пристани Лаишево (?)[18][19].

С 1920-х годов Царицыно (с 1930-х годов — село Азино) являлось центром Царицынского (Азинского) сельсовета, но в послевоенный период утратило этот статус, став частью другого сельсовета. По состоянию на 1930 год в состав Царицынского сельсовета, помимо самого села Царицыно, также входил хутор Золотой Борок, в котором проживало 10 человек. По состоянию на 1940 год в состав Азинского сельсовета входило пять поселений: село Азино, деревня Троицкая Нокса, Подстанция Водоканала, Участок Ошосдора и Железнодорожная будка. По состоянию на 1956 год село Азино являлось частью Малоклыковского сельсовета, центр которого располагался в соседнем селе Малые Клыки.

## История

### Дореволюционный период (до 1917 года)
Казанский историк XIX в. И. А. Износков отмечал, что Царицыно впервые упомянуто в «Книге Казанского уезда 7075 г. государевых царя и великого князя дворцовых сёл и деревень и пустошей и селищ» как дворцовое село с церковью Николая Чудотворца (7075 год от сотворения мира соответствует 1567 году от Рождества Христова). Он также упоминал, что до 1593 года данное село было за Андреем Плещеевым, а в этом году было отдано в поместье Троицкому Свияжскому монастырю. 
В. Ю. Сорокин, основываясь на писцовых книгах 1593—1594 годов, уточняет, что указанному монастырю была передана лишь часть царицынских дворов (всего 8) и земельных угодий, принадлежавших Плещееву, в то время как бо́льшая часть села сохраняла за собой изначальный дворцовый статус. Именно этим обстоятельством объясняется тот факт, что Царицыно упоминается в переписи дворцовых сёл Казанского уезда 1599—1600 годов как «дворцовое село государя царя и великого князя Бориса Федоровича всеа Русии», в котором 28 крестьянских и 2 бобыльских двора. Такой же статус оно сохраняло и позже. В Писцовой книге Казанского уезда 1647—1656 годов село упоминается как «государево царево и великого князя Алексея Михаиловича всеа Руси дворцовое село Царицыно на реке на Ноксе по обе стороны реки Ноксы». В материалах IV ревизии (1781) Царицыно обозначено селом, населённым дворцовыми крестьянами (общим числом 230 мужских душ). Но уже с 1797 года и до отмены крепостного права Царицыно находилось в подчинении Департамента уделов, а его жители из дворцовых крестьян были переведены в категорию удельных (в целом данный переход принципиально не менял их правового положения).
Что касается монастырского владения, то в документах XVII века уже исчезает упоминание о поместье Троицкого Свияжского монастыря в Царицыно и его окрестностях. При этом отмечается, что часть соседних (вероятно, нецарицынских) земельных угодий находилось в поместье Преображенского монастыря.   
В складывавшейся после завоевания Казани (1552) системе управления краем селу Царицыно отводилась роль одного из административно-фискальных и религиозных центров, в подчинении которого к концу XVI века находилось как минимум шесть деревень — Аки, Выползово, Задние Отары, Средние Отары, Починок Полянки, Новый Починок, располагавшихся на довольно обширной территории. По состоянию на середину XVII века в подчинении села Царицыно находились четыре деревни — Аки, Костянтиновка (Константиновка), Кузнецы, Чебокча (Чебакса), и две пустоши — Круглая и Петровская, которые территориально располагались в относительной близости от села. Кроме того, в документах 1680-х годов также упоминается о подчинении селу Царицыно села Клыки («село Клыки дворцового села Царицыно»); В. Ю. Сорокин в связи с этим предполагает: «похоже, во второй половине XVII века какое-то время село Клыки административно было приписано к Царицыно» (вероятно, «село Клыки» — это нынешний посёлок Малые Клыки). В начале XVIII века в подчинении села Царицыно было только три деревни — Аки, Константиновка и Чебакса.  
Значимым эпизодом в истории села Царицыно стали события Крестьянской войны  (1773—1775) под предводительством Емельяна Пугачёва (1742—1775). 11 (22) июля 1774 года, за день до взятия Казани, недалеко от села, у деревни Троицкая Нокса обосновалась его ставка. Днём позже, когда пугачёвцы взяли Казань и осадили Кремль, в Царицыно были насильно согнаны пленённые жители города. Среди них оказался известный в будущем казанский купец 1-й гильдии Леонтий Крупенников (1754—1839), рассказавший через несколько десятков лет (1833) историю своего пребыванию в пугачёвском плену Александру Пушкину. Известный русский поэт, будучи в Казани, собирал материалы для своей книги «История Пугачёвского бунта». 7 (19) сентября 1833 года А. С. Пушкин побывал в Троицкой Ноксе и окрестностях Царицына, где 15 (26) июля 1774 года состоялось сражение, в ходе которой регулярные части подполковника И. И. Михельсона рассеяли и обратили в бегство пугачёвские отряды.
Насколько известно, в ходе пугачёвских событий Царицыно не пострадало, как, собственно, не пострадала и деревянная церковь села, возведённая в 1752 году на смену более ранней обветшавшей церкви. В начале XIX века уже эта церковь пришла в обветшалое состояние и в 1810 году было принято решение о строительстве нового каменного храма, возведение которого, однако, началось только через пять лет. В 1829 году строительство Казанско-Богородицкой церкви с приделом в честь Святителя Николая было завершено. 
По состоянию на начало XX века в состав Царицынского прихода, помимо самого села, также входили две деревни Воскресенской волости — Аки и Константиновка, и одна деревня Кощаковской волости — Белянкина.
Расстояние от Царицына до Казани составляло 7 вёрст, до волостного правления в селе Воскресенское — 10 вёрст. 
В 1859 году в селе Царицыно было 113 дворов, в 1885 году — 147 дворов, в 1904 году — 191 двор, в 1909 году — 197 дворов. 
В 1861 году в Царицыно усилиями местного священника Смирнова была открыта приходская школа, в которой по состоянию на 1862 год обучалось 23 ученика. Обучение вёл сам Смирнов на безвозмездной основе. В 1869 году школа была преобразована в земскую; она имела собственное помещение; её годовое содержание в тот период составляло 369 рублей (300 рублей — от земства, 69 рублей — от Царицынского сельского общества). В 1885 году в данной школе преподавали 1 законоучитель и 1 учительница, а среди учащихся числилось 39 мальчиков и 11 девочек.  
По состоянию на 1885 год Царицынскому сельскому обществу принадлежал земельный надел площадью 1351,5 десятин и сенные покосы. Помимо хлебопашества часть жителей села занималась торговлей, ремёслами, огородничеством, мукомольным, кузнечным, скорняжным и каменоломным промыслами.

Особенностью Царицыно было то, что, помимо традиционных поставок продукции сельского хозяйства, типичных для взаимоотношения села и города, его жители на протяжении многих лет работали на городское строительное и дорожное хозяйство — в окрестностях Царицыно и деревни Аки добывался бутовый камень, шедший на строительные нужды и мощение городских дорог. В 1894 году в сводке Горного департамента о разработках природного камня сообщалось, что «в Казанском уезде бутовый камень получается из 3-х разработок, находящихся в Воскресенской волости, вблизи села Царицына и дер. Аки, а также в Кощаковской волости в даче землевладелицы г-жи Мамаевой при дер. Белянкиной, размер производства может быть выражен суммою 2200 р., на каковую означенного камня продаётся в г. Казань»… Н. А. Спасский сообщает нам, что «село расположено около каменоломен, в которых обнажены известняки пермской системы с остатками рыбы, массой окаменелостей и с провалами на полях… Добывание камня, извести и алебастра производится в Царицыне». Разработки камня продолжались до 60-х годов XX века, и многое говорит в пользу того, что начались они не позже XVIII столетия.— Сорокин В. Ю.

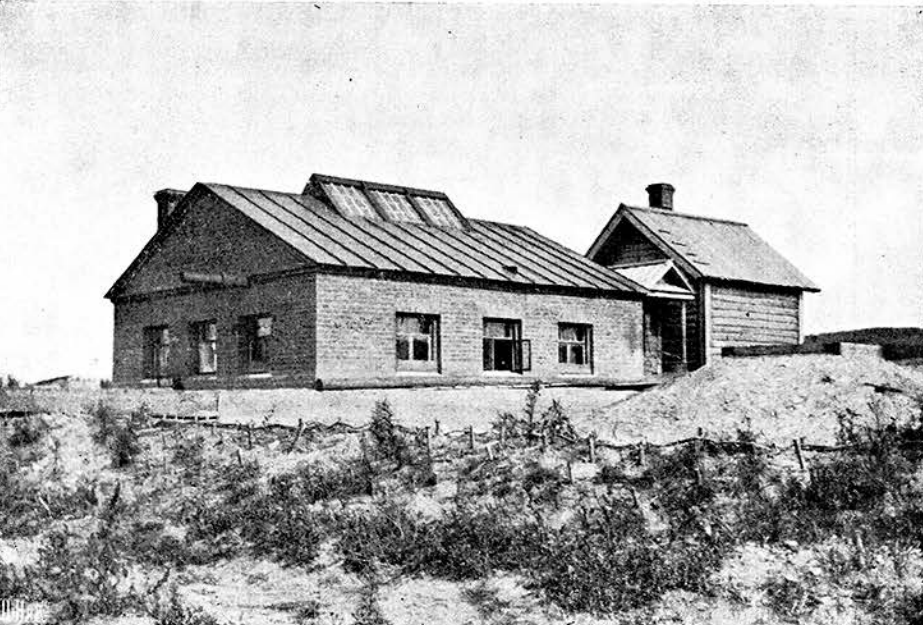
Водонапорная станция у села Царицыно (1912—1913)

В октябре 1874 года был запущен в работу Казанский водопровод (поставлял городу воду из Пановских ключей), построенный коммерции советником Петром Губониным. Часть водопровода прошла по землям, арендованным у Царицынского сельского общества (3 десятины). У деревни Аки был построен Акинский резервуар (в 8 верстах от Казани), из которого вода по чугунному магистральному коллектору самотёком шла в город. В 1911 году около реки Нокса, у села Царицыно на арендованном у местных жителей участке земли площадью 1200 кв. саженей была заложена буровая скважина мощностью более 100 тысяч вёдер воды в сутки, над которой в 1912 году выстроили вспомогательную напорную станцию, пополнявшую водой магистральный коллектор; здесь же были устроены два водоразбора для снабжения водой жителей села.

### Советский период (1917—1991 годы)
Революция 1917 года и Гражданская война не сильно задели Царицыно. В ходе боёв августа — сентября 1918 года за Казань между большевиками, с одной стороны, и чехословацкими легионерами и Народной армией Комуча — с другой, село не упоминалось в военных сводках. В то же время, в ходе сентябрьского освобождения Красной армией Казани Царицыно оказалось в полосе наступления частей Арской группы под командованием В. М. Азина. 
В 1930-е годы имя В. М. Азина, личность которого к тому времени обрела ореол героя Гражданской войны, было увековечено в новом названии села — Азино. Прежнее название, вызывавшее стойкую ассоциацию с монархическим строем, в условиях советской действительности, вероятно, было признано идеологически чуждым. Тем не менее, многие жители не приняли нового названия, продолжая именовать своё село как Царицыно. 
В довоенный период в Царицыно (Азино) был создан колхоз «Красный пахарь». 
К концу 1930-х годов в селе была закрыта местная Казанско-Богородицкая церковь, которая, впрочем, восстановила свою деятельность в 1945 году.  
В 1958 году село Азино вошло в черту Казани, превратившись в городской посёлок. К северо-западу от него ещё в конце 1940-х годов началось формирование промышленной зоны, где в последующие десятилетия появилось несколько предприятий — завод компрессорного машиностроения, завод «Пишмаш» (будущий КПО СВТ «Терминал»), завод газовой аппаратуры, хладокомбинат, молочный комбинат и др. С юго-западной стороны к посёлку Азино с 1950-х годов постепенно подступала жилая застройка, как многоэтажная — вдоль улицы Академика Губкина, так и одноэтажная застройка посёлка Восточный, возникшего между улицами Краснооктябрьской и Зур Урам.
В 1960-х годах от Сибирского тракта до окраины посёлка Азино проложили широкую и прямую улицу Нефтяников, которая в 1969 году была переименована в улицу Академика Арбузова. Изначально эту улицу предполагалось сделать подобием бульвара, отделяющего промышленную зону от многоэтажной жилой застройки, но в 1980-х годах в её створе проложили внутригородскую магистраль, соединившую между собой крупные жилые массивы в Ленинском и Приволжском (Горки) районах. Ту часть магистрали, которая идёт от улицы Академика Арбузова в сторону Горок (она стала частью проспекта Победы), в 1987 году проложили по домовладениям Азино, в результате чего была ликвидирована поселковая жилая застройка вдоль чётной стороны улицы 2-я Азинская и на некоторых других участках. Сам посёлок оказался разделён широкой магистралью на две неравные части. Изолированными от основной его части оказались улицы 2-я Азинская и 3-я Азинская (2-я Азинская де-факто превратилась в дублирующий проезд, идущий параллельно проспекту Победы). Кроме того, часть поселковой территории попала под многоэтажную жилую застройку.

### Постсоветский период (с 1991 года)
В 1990-е — 2000-е годы процесс наступления многоэтажной жилой застройки на частные домовладения посёлка Царицыно продолжился. В эти годы на основной его территории появилось несколько многоэтажных домов (просп. Победы, 226, 226А, 230; ул. Олонецкая, 4, 4А; ул. Академика Арбузова, 19). В 2015—2020 годах здесь же был построен жилой комплекс «Новый Горизонт» (ул. 1-я Азинская, 41). 
В настоящее время основной зоной будущей многоэтажной застройки стала изолированная часть Царицыно — в районе улиц 2-я и 3-я Азинские; часть поселковых домовладений здесь уже снесена.   
В перспективе через центральную часть посёлка планируется проложить широкую автомагистраль, которая должна пройти по улицам в сторону федеральной магистрали М7.

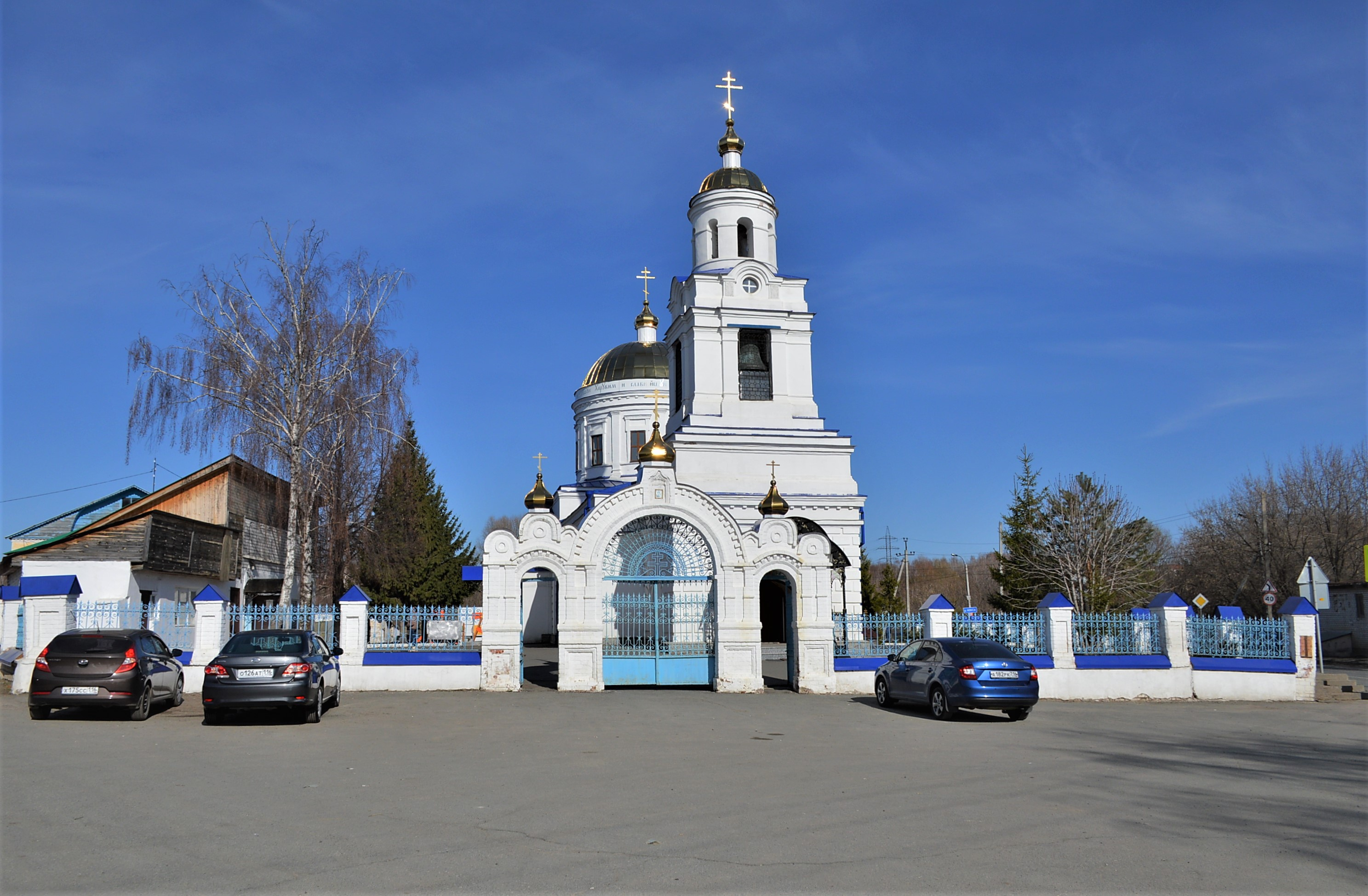
Церковь Казанской иконы Божией Матери в посёлке Царицыно
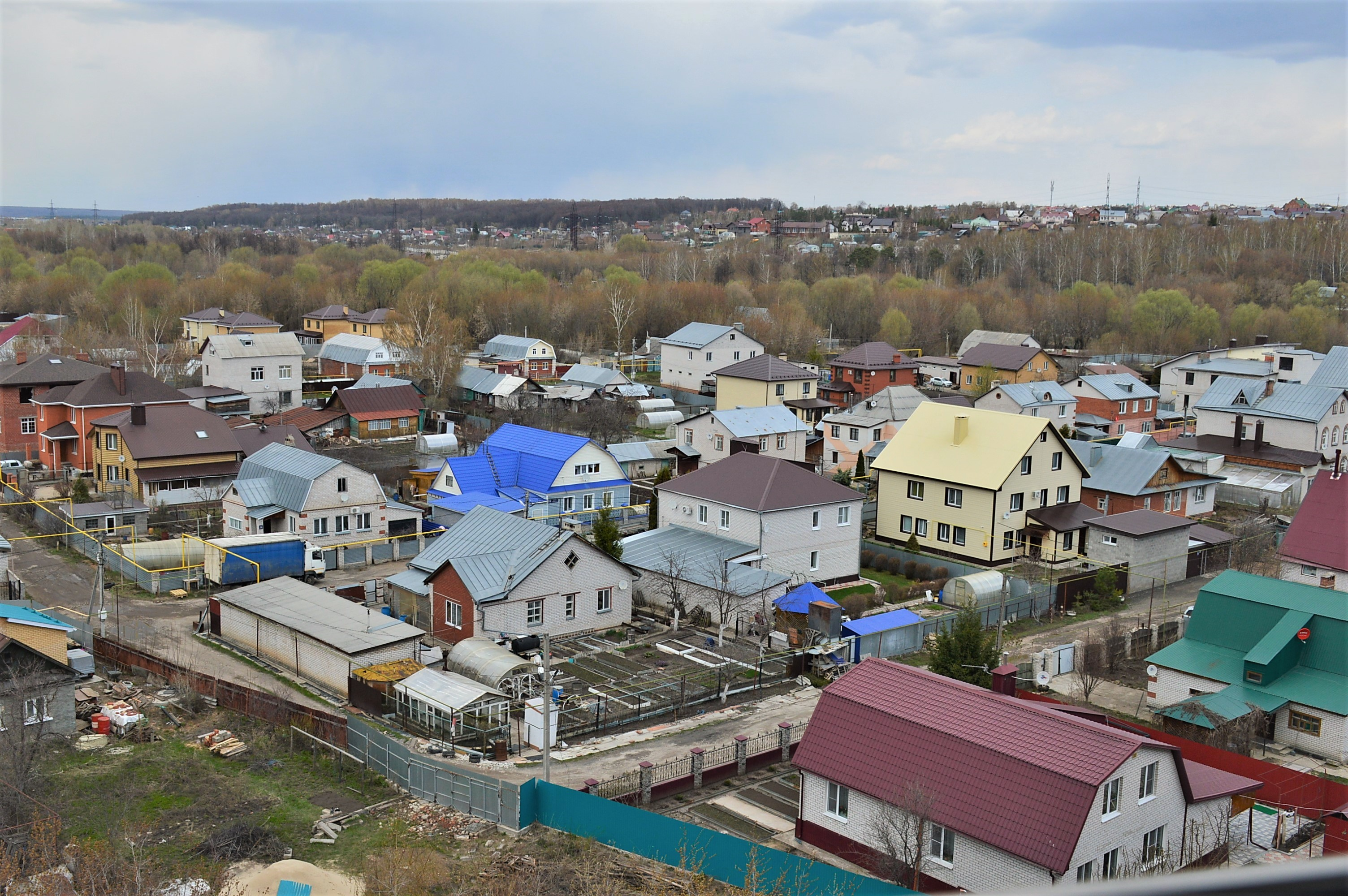
Поселковая застройка в районе улицы Поперечно-Азинской
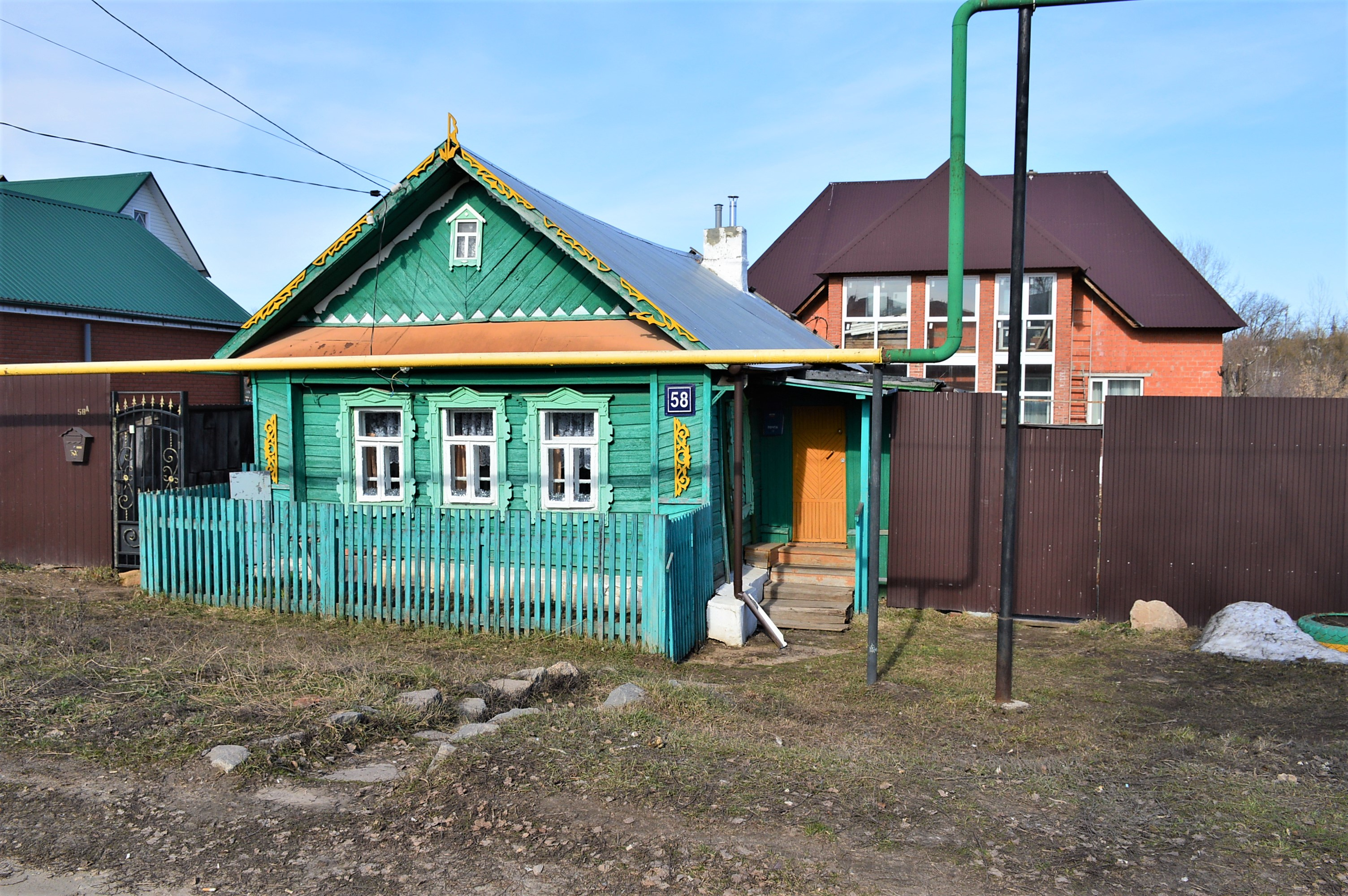
Одно из домовладений на улице 1-й Владимирской
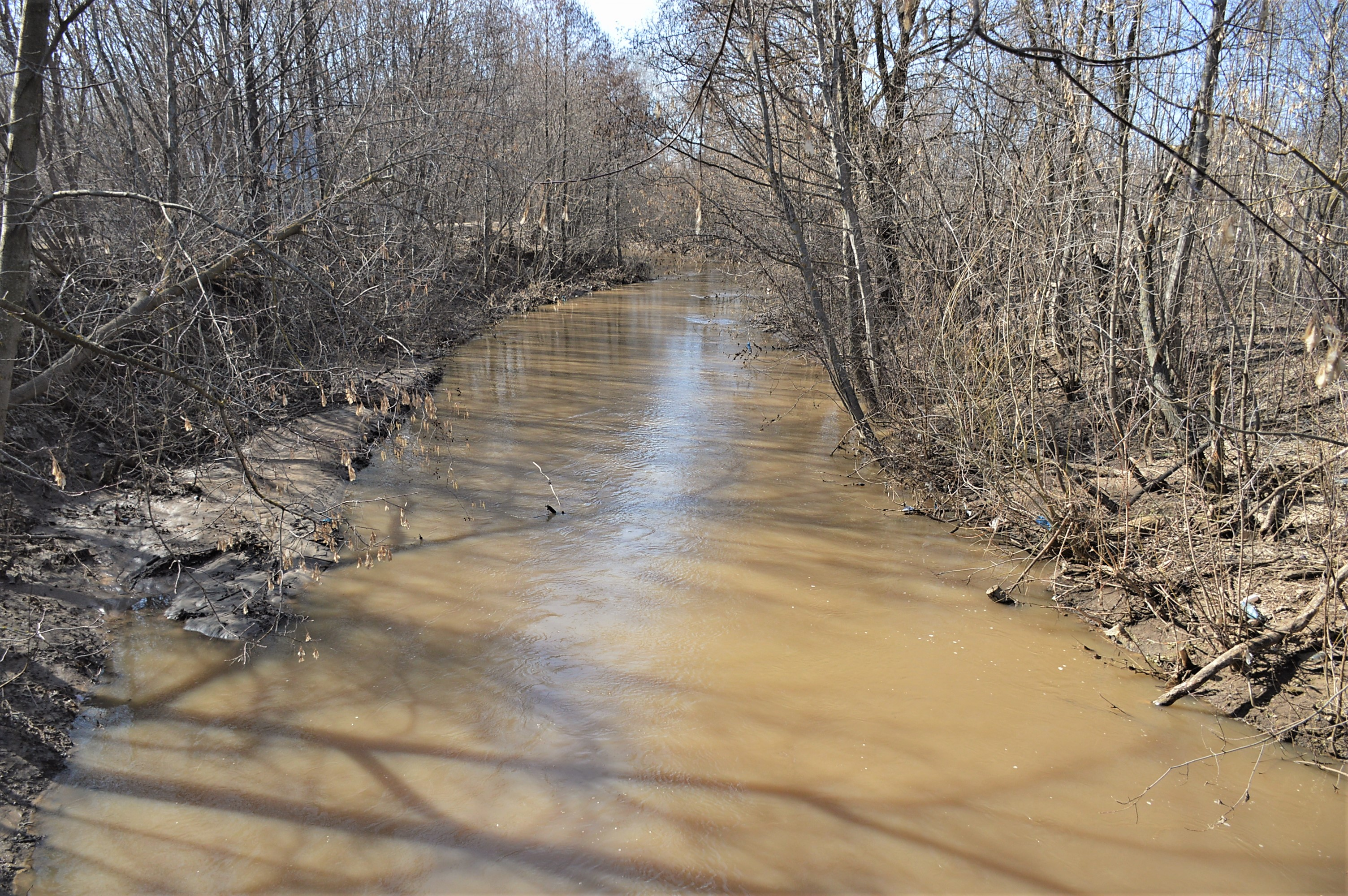
Река Нокса у посёлка Царицыно
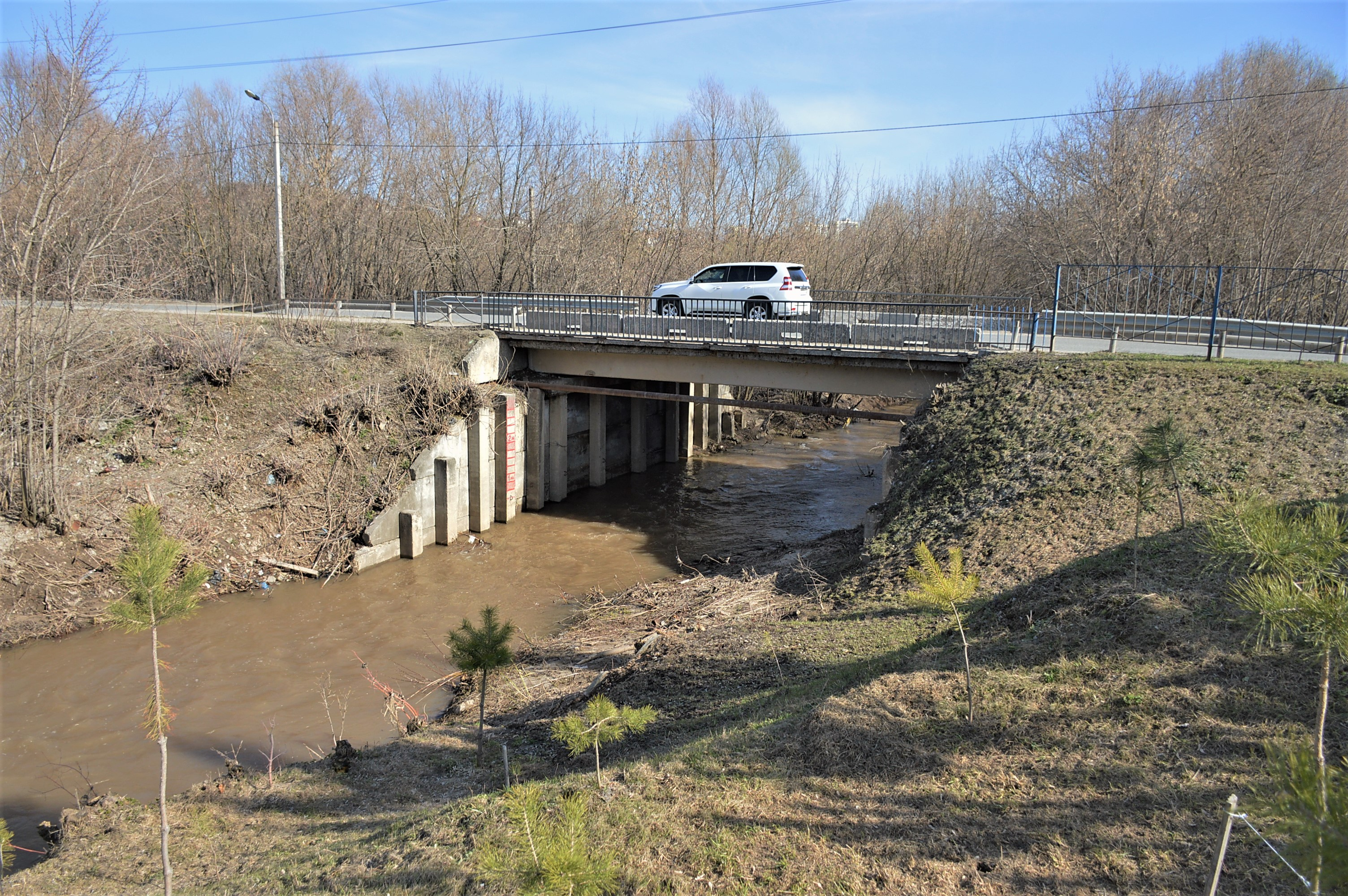
Мост через реку Нокса по улице Каспийской

## Уличная сеть
В Царицыно находятся дома с адресацией по 9 улицам, из которых четыре нумерованные — три Азинские и одна Владимирская (в прошлом было три Владимирских — одна переименована, другая утратила поселковый статус, так как полностью лишилась домовладений).
Из всех улиц посёлка самой протяжённой является улица 1-я Владимирская (1,5 км). Впрочем, через Царицыно проходят две более протяжённые улицы — Каспийская и Академика Губкина, но их поселковые участки намного короче. Самой короткой улицей Царицыно является 3-я Азинская улица (355 м). 
| Список улиц посёлка Царицыно | Список улиц посёлка Царицыно | Список улиц посёлка Царицыно | Список улиц посёлка Царицыно                                            | Список улиц посёлка Царицыно | Список улиц посёлка Царицыно |
| Название улицы               | Фотоизображение              | Вариант адресной таблички    | Документ, которым утверждено название                                   | Прежнее название             | Длина (в метрах)             |
| ---------------------------- | ---------------------------- | ---------------------------- | ----------------------------------------------------------------------- | ---------------------------- | ---------------------------- |
| Азинская 1-я улица           |                              |                              | Не позже 1961                                                           | —                            | 537                          |
| Азинская 2-я улица           |                              |                              | Не позже 1961                                                           | —                            | 757                          |
| Азинская 3-я улица           |                              |                              | Не позже 1961                                                           | —                            | 355                          |
| Академика Губкина улица      |                              |                              | Решение Казанского горисполкома от 10 февраля 1955 года № 48            | —                            | 1521                         |
| Владимирская 1-я улица       |                              |                              | Не позже 1961                                                           | —                            | 1505                         |
| Каспийская улица             |                              |                              | Не позже 1961                                                           | —                            | 3318                         |
| Коновалова улица             |                              |                              | Постановление Главы администрации г. Казани от 8 апреля 2005 года № 741 | Владимирская 2-я улица       | 1250                         |
| Олонецкая улица              |                              |                              | Не позже 1961                                                           | —                            | 645                          |
| Поперечно-Азинская улица     |                              |                              | Не позже 1961                                                           | —                            | 403                          |

## Храм
Церковь Казанской иконы Божией Матери (ул. 1-я Владимирская, 42) — один из старейших действующих православных храмов Казани. Решение о строительстве принято в 1810 году взамен обветшавшей деревянной церкви, строительство начато в 1815 году, завершено — в 1829 году. Церковь Казанской иконы Божией Матери в Царицыно непрерывно работала до конца 1930-х годов, вновь функционирует с 1945 года.

## Кладбище
Царицынское кладбище (ул. 1-я Владимирская, 42Б) — одно из старейших кладбищ на территории Казани, которое принимало погребения по меньшей мере с начала XIX века. Расположено на правом противоположном от посёлка Царицыно берегу реки Нокса, но на значительном удалении от береговой линии. Занимает площадь около 5 га. В настоящее время кладбище имеет статус закрытого для новых захоронений, но действующего (принимает родственные подзахоронения гробом и урной).

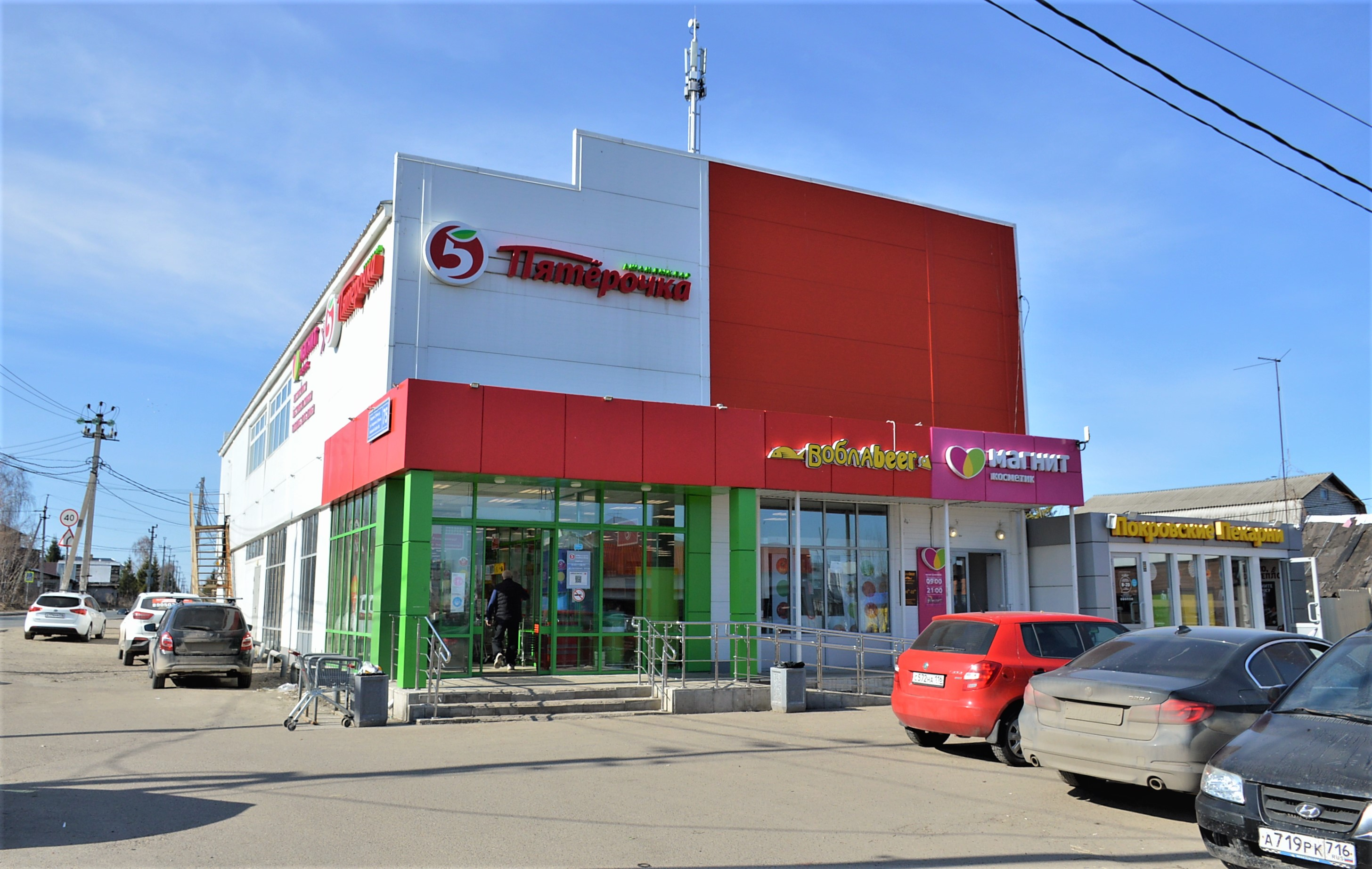
Поселковый продуктовый магазин сети «Пятёрочка»: ул. Академика Губкина, 75
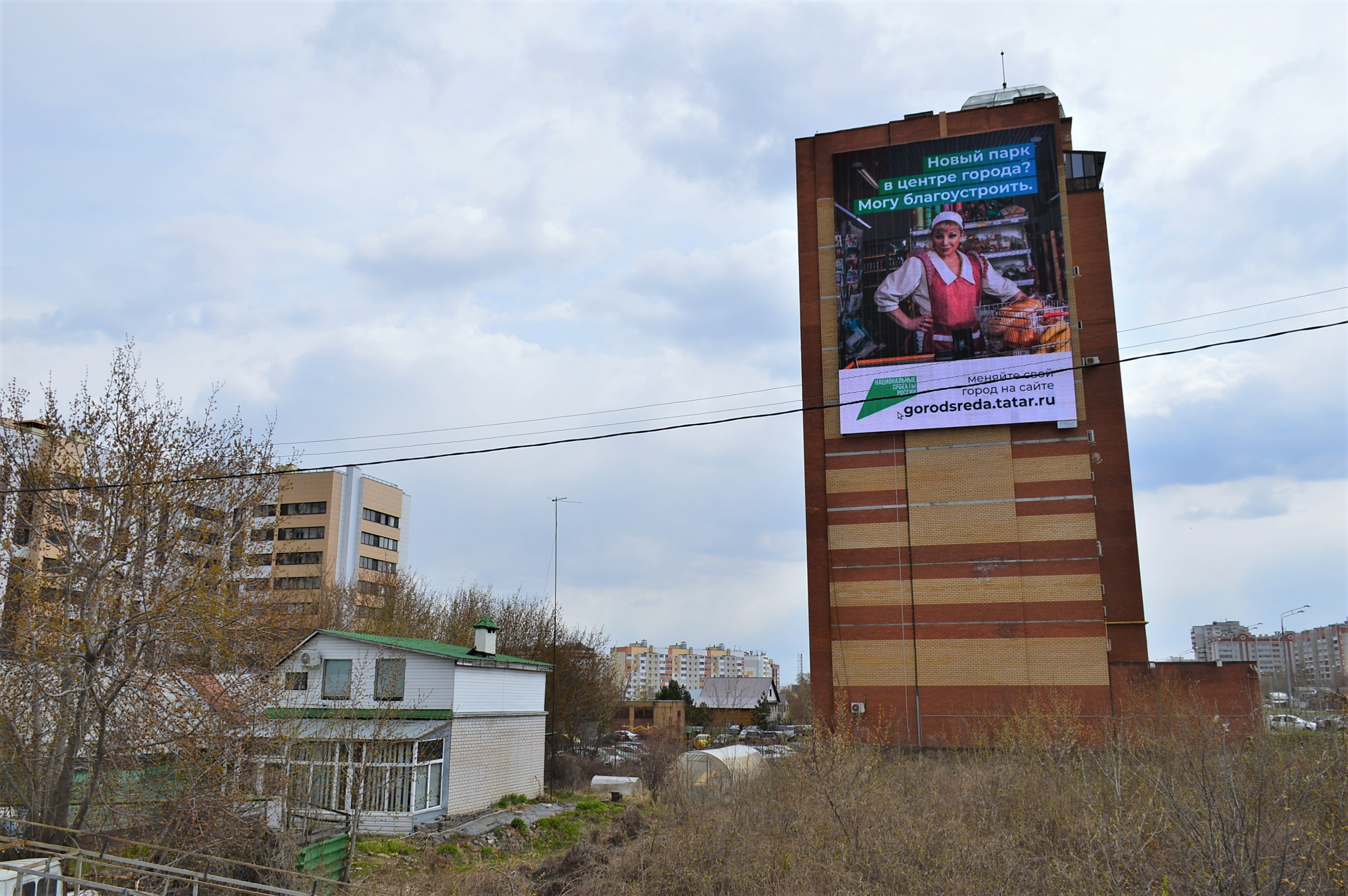
Многоэтажная застройка на месте снесённых домов посёлка Царицыно
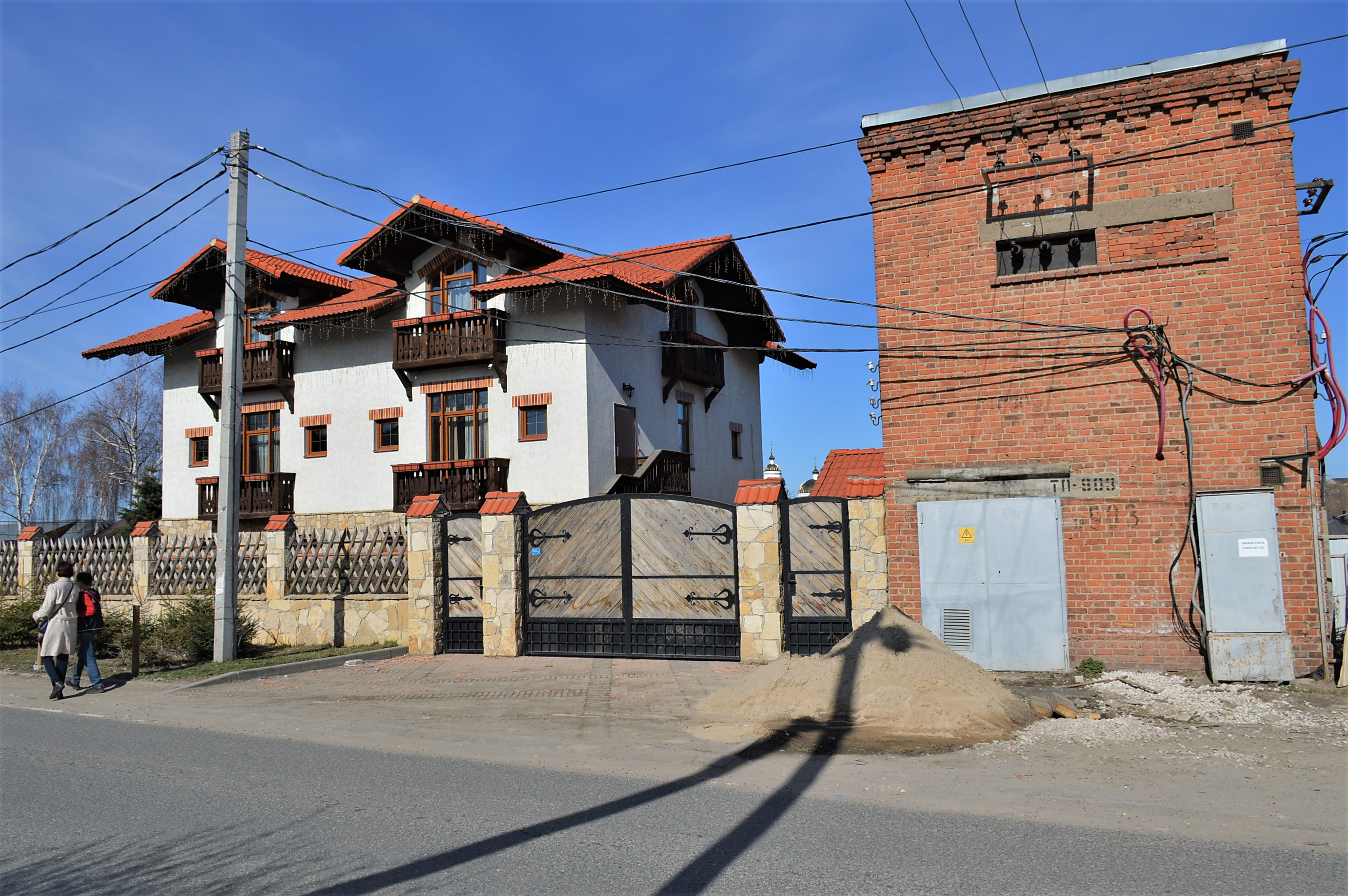
Трансформаторная подстанция и жилой дом на улице Коновалова
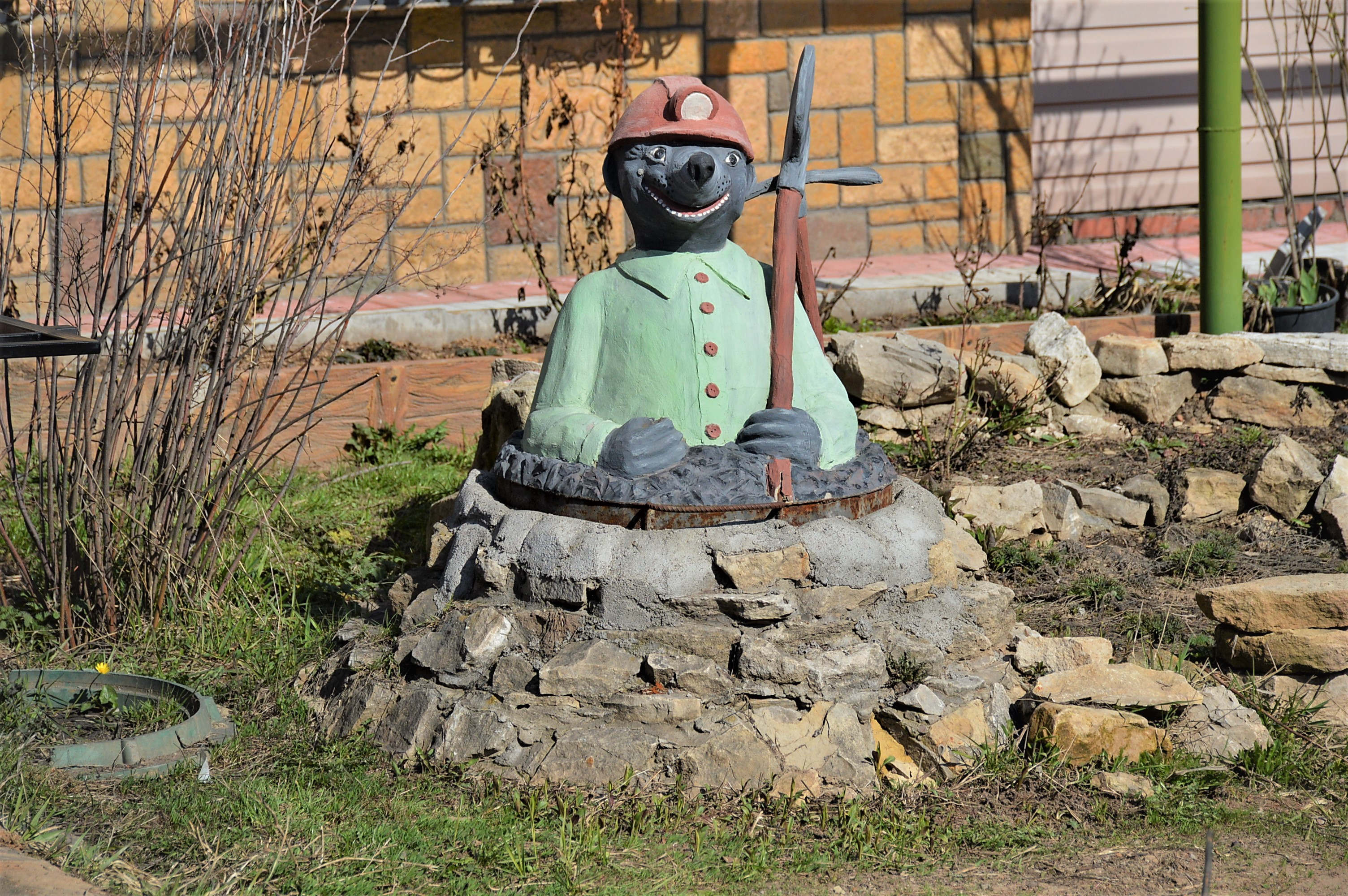
Уличная скульптура на улице 1-й Азинской
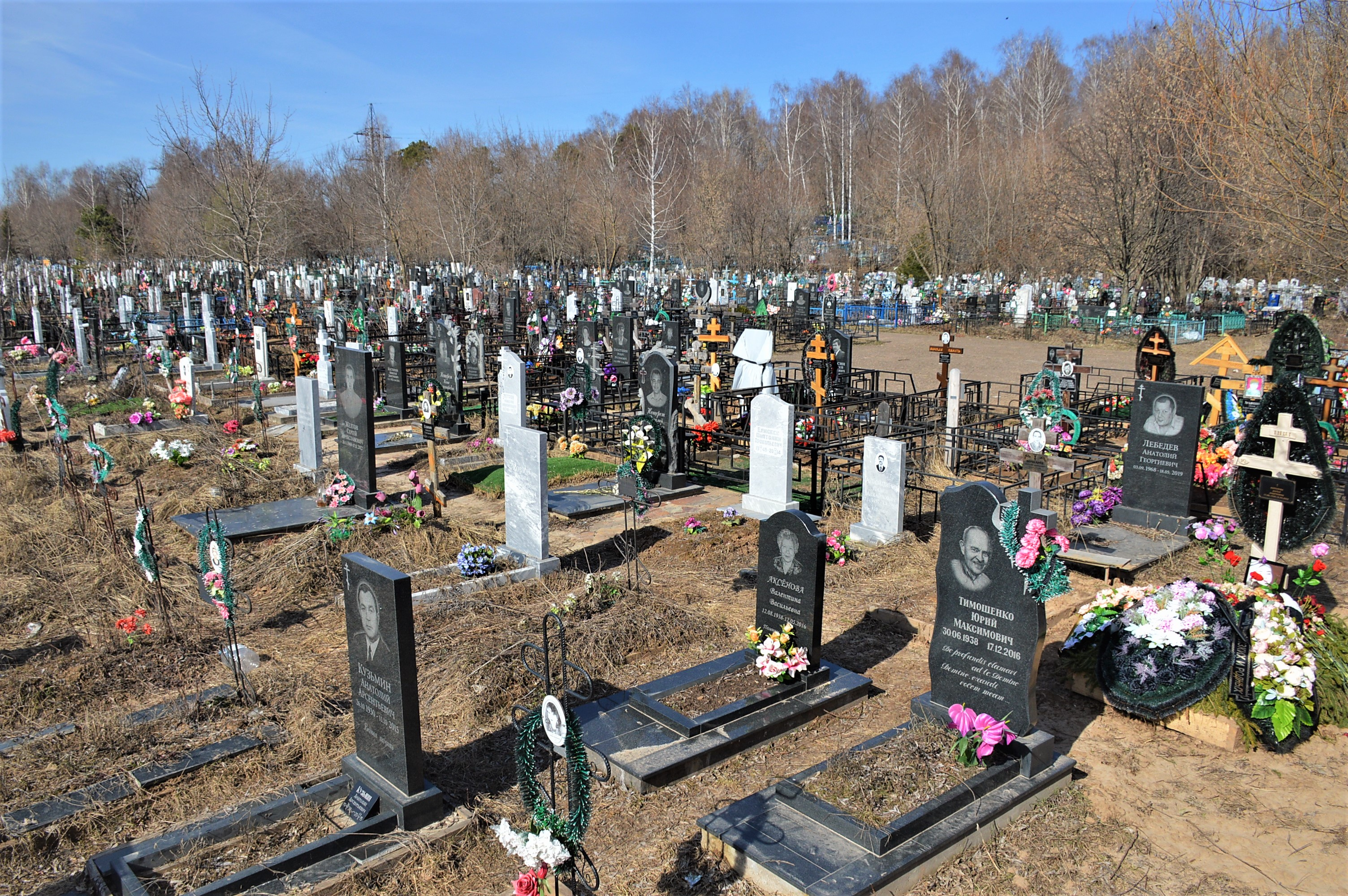
Царицынское кладбище